# SNCF CC 40100 sorozat
Az SNCF CC 40100 sorozat egy francia, négyáramnemű, C'C' tengelyelrendezésű villamosmozdony sorozat volt. A francia Alstom mozdonygyár gyártotta 1964-ben, majd 1969 és 1970 között. Összesen 10 db épült a mozdonyból. Nagysebességű nemzetközi TEE vonatok továbbításra használták.
A sorozatot 1996-ban selejtezték, a tíz mozdonyból három azonban megőrzésre került.
Az 1964-ben gyártott mozdonyok (40101 - 40103) legnagyobb teljesítménye 3670 kW volt, míg a második sorozaté (40104 - 40110) már 4480 kW  volt. Az összes mozdony alkalmas volt a 25 kV 50 Hz és a 15 kV 16⅔& Hz váltakozó-, továbbá a 3 kV és az 1,5 kV egyenáram alatti üzemre is. Az első sorozatba tartozó mozdonyok legnagyobb sebessége 240 km/h (40101 - 40104), míg a második sorozatba tartozó mozdonyok 220 km/h (40105 - 40110) sebességre voltak alkalmasak.

## Felhasználása
- Étoile du Nord

## Megőrzött mozdonyok
- CC 40101: Cité du train
- CC 40109: Museum CMCF (Centre de la Mine et du Chemin de Fer), Oignies
- CC 40110: MFPN (Matériel Ferroviaire et Patrimoine National) Villeneuve-St. Georges SNCF depot